# Bernd Herzsprung

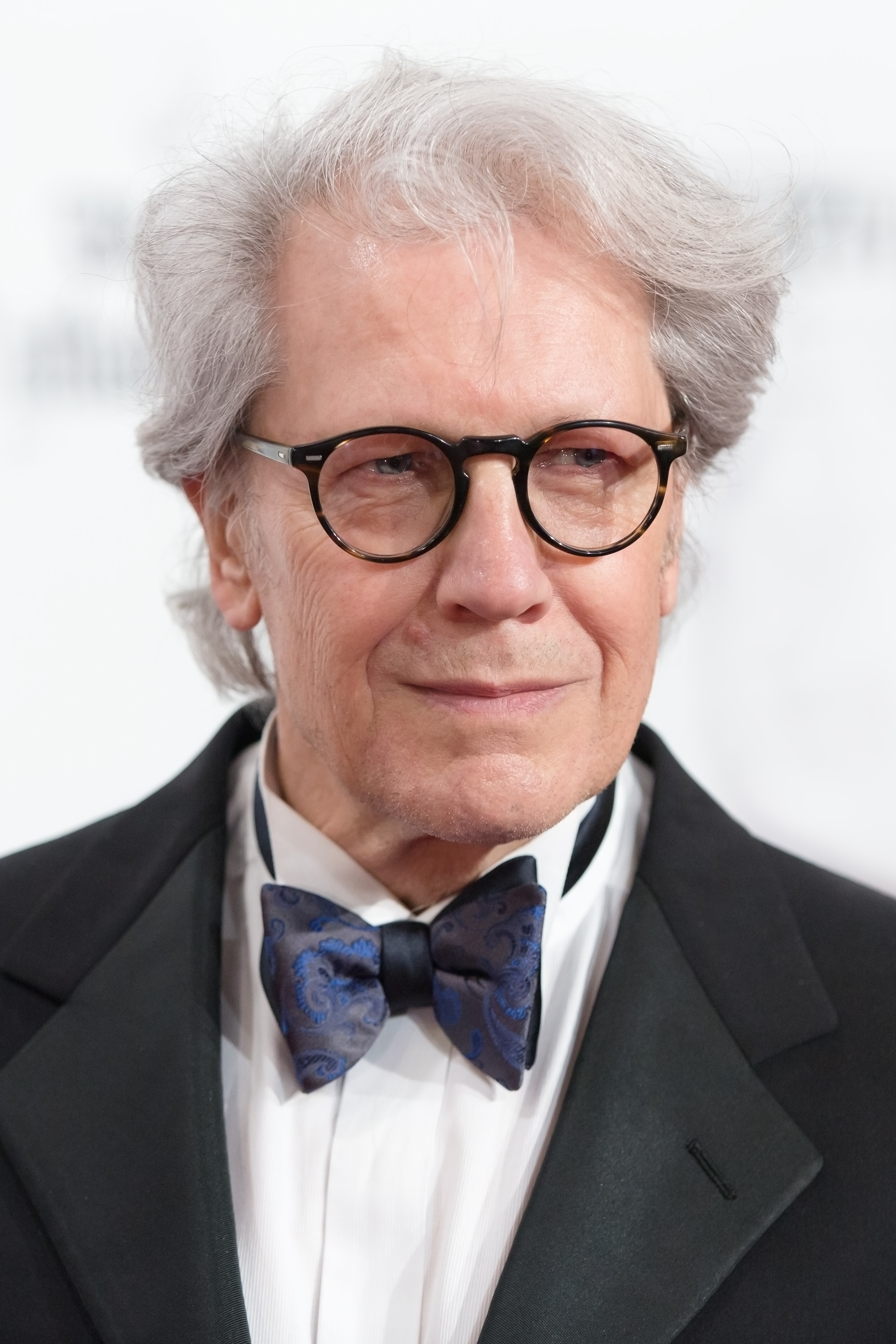
Bernd Herzsprung (2016)

Bernd Herzsprung (* 22. März 1942 in Hamburg) ist ein deutscher Schauspieler.

## Leben
Bernd Herzsprung absolvierte seine Schauspielausbildung bei Joseph Offenbach und trat in Theatern in Hamburg (u. a. Deutsches Schauspielhaus in Der Hauptmann von Köpenick mit Werner Hinz; Ernst-Deutsch-Theater in Tom Stoppards Rosenkranz & Güldenstern) und anderen Städten auf. Auf der Bühne ist seine Domäne das Boulevardtheater (Charleys Tante).
1967 gab er in Wilder Reiter GmbH (Regie: Franz-Josef Spieker) sein Filmdebüt. Im Kino folgten unter anderem Rollen in der Verfilmung von Erich Kästners Das fliegende Klassenzimmer 1973 und Deutschlandlied (Regie Ernst Witzel, 1984).
Bekannt wurde Herzsprung aber vorrangig in Fernsehrollen. Seit Ende der 1960er Jahre war er vor allem in Krimireihen wie Dem Täter auf der Spur, Der Kommissar, Derrick, Der Alte, Sonderdezernat K1, Ein Fall für zwei oder Tatort präsent. Von 1978 bis 1992 spielte er den Polizisten Fred Leß in der ZDF-Fernsehserie SOKO 5113. Ab 1994 gehörte er zur Hauptbesetzung der Serie Freunde fürs Leben (bis 2000). In den ersten zwei Staffeln der ARD-Fernsehserie Familie Dr. Kleist war er ab 2003 in einer Nebenrolle als Bürgermeister von Eisenach zu sehen. In der Fernseh-Komödie Hengstparade spielte er 2005 neben Christiane Hörbiger und Michael Mendl.
Im Jahr 2011 nahm Herzsprung beim RTL-Format Let's Dance teil. Er erreichte Platz 6.

## Privates
2003 geriet Herzsprung in die Schlagzeilen, weil er sich vor einer Reise nicht beim Arbeitsamt abgemeldet hatte (mit einer Meldung dort füllen Schauspieler unter anderem – gesetzeskonform – ihre Lücken in der Rentenversicherung); er wurde als „Arbeitsamtsbetrüger“ bezeichnet.
Herzsprung war von 1979 bis 2008 mit Barbara Engel verheiratet. Das Paar trennte sich 2007, danach gelangten Bilder von Herzsprung und einem 19-jährigen Model als Paparazzistory in die Medien, was nach Angaben des Fotografen jedoch von Herzsprung inszeniert war, um nach der Trennung nicht als verlassener Ehemann dazustehen.
Von den beiden Töchtern aus dieser Ehe ist Hannah Herzsprung ebenfalls Schauspielerin. Außerdem hat Herzsprung einen 1992 geborenen nichtehelichen Sohn, den Münchner Musiker und – laut der Website seiner Agentur „Nachwuchsschauspieler“ – Marvin Eckerle, den er 2013 anerkannte. Eckerle nahm anschließend den Nachnamen seines Vaters als Künstlernamen an.

## Filmografie (Auswahl)
Filme
- 1967: Wilder Reiter GmbH
- 1969: Kim Philby war der dritte Mann (Fernsehfilm)
- 1971: Der Rest ist Beethoven (Kurzspielfilm)
- 1972: Eine Handvoll Brennesseln (Fernsehfilm)
- 1973: Das fliegende Klassenzimmer
- 1973: Die Zwillinge vom Immenhof
- 1981: Stachel im Fleisch
- 1983: Tiefe Wasser (Zweiteiler)
- 1984: Deutschlandlied
- 1985: Der Tod aus dem Computer (Fernsehfilm)
- 1985: Eine Frau für gewisse Stunden
- 1990: Maxi, bitte kommen (Fernsehfilm)
- 1995: Tödliches Leben
- 1997: Eine Familie zum Küssen (Fernsehfilm)
- 2002: Die Kristallprinzessin (Fernsehfilm)
- 2005: Auf den Spuren der Vergangenheit (Fernsehfilm)
- 2005: Hengstparade (Fernsehfilm)
- 2006: Goldene Zeiten
- 2007: Ein unverbesserlicher Dickkopf (Fernsehfilm)
- 2014: Alles ist Liebe

Fernsehserien
- 1967–1968: Dem Täter auf der Spur (Folgen 1x02, 2x01)
- 1968: Die Unverbesserlichen (Folge 1x04)
- 1969: Polizeifunk ruft (Folge 4x03)
- 1969: Die Hupe – Eine Schülerzeitung (13 Folgen)
- 1970: Percy Stuart (Folge 3x02)
- 1972, 1975: Der Kommissar (Folgen 4x11, 7x13)
- 1974: Der kleine Doktor (Folge 2x04)
- 1975: Spannagl & Sohn (Folge 6–13)
- 1976: Inspektion Lauenstadt (Folge 7)
- 1976: Ein Fall für Stein (Folge 1x08)
- 1976–1992: Derrick (7 Folgen)
- 1977: Sonderdezernat K1 (Folge 3x05)
- 1978–1994: Der Alte (6 Folgen)
- 1978–1992, 2008: SOKO 5113 (114 Folgen + Folge 33x10)
- 1981, 1985: Polizeiinspektion 1 (Folgen 4x07, 8x04)
- 1981: Ein zauberhaftes Biest (Fernsehserie, 1 Folge)
- 1981: Der Gerichtsvollzieher (Fernsehserie, 1 Folge)
- 1983: Kommissariat 9 (Folge 3x08)
- 1993: Happy Holiday (Folge 1x08)
- 1993: Glückliche Reise – Neuseeland (Fernsehreihe)
- 1995: Das Traumschiff – Tasmanien
- 1996: Tatort – Tod auf Neuwerk
- 1996–2000: Männer sind was Wunderbares
- 1994–1997: Freunde fürs Leben (41 Folgen)
- 2001: Der Pfundskerl (Folge 2x02)
- 2002: Ein starkes Team – Träume und Lügen
- 2003: SOKO Leipzig (Folge 4x06)
- 2003, 2012: In aller Freundschaft (Folgen 5x38, 14x23)
- 2003: Die Sitte (Folge 1x06)
- 2004: SOKO Kitzbühel (Folge 3x09)
- 2004: Unser Charly (Folge 9x09)
- 2004: Familie Dr. Kleist (Folge 1x12)
- 2004: Ein Fall für zwei (Folge 24x09)
- 2005: Siska (Folge 8x09)
- 2006: Inga Lindström – Die Frau am Leuchtturm
- 2006: Rosamunde Pilcher – Wo die Liebe begann
- 2008: Zwei Herzen und zwölf Pfoten (Fernsehserie, 1 Folge)
- 2010: Mord in bester Gesellschaft – Das eitle Gesicht des Todes
- 2012: SOKO Stuttgart (Folge 4x12)
- 2020: Um Himmels Willen – Loslassen
- 2020: Um Himmels Willen – Zweiter Frühling